# هانس بروير
هانس بروير (بالألمانية: Hans Breuer)‏ هو فيزيائي ألماني، ولد في 22 أكتوبر 1933 في فرانكفورت في ألمانيا.